# وشق قفقازی
وشق قفقازی (Lynx lynx dinniki) که با نام وشق قفقازی   یا وشق شرقی نیز شناخته می شود، زیرگونه‌ای از وشق اوراسیایی بومی قفقاز، ایران، ترکیه و بخش اروپایی روسیه است.

## حفاظت
سیاه‌گوش قفقازی در ایران در فهرست گونه‌های آسیب‌پذیر،  در آذربایجان به عنوان کمترین نگرانی  و در گرجستان در در بحران انقراض قرار گرفته است. در ارمنستان هم تلاش‌هایی برای تعیین طرح حفاظت انجام شده است.